# Junansko-Guejdžouska visoravan
Junansko-Guejdžouska visoravan ili Juenguej plato (uprošćeni kineski: 云贵高原; tradicionalni kineski: 雲貴高原; pinjin: Yúnguì Gāoyuán) planinsko je područje smešteno na jugozapadu Kine. Regija se prvenstveno prostire na provincijama Junan i Guejdžou. Na jugozapadu, Juenguej je prava zaravan sa relativno ravničarskim planinskim područjima, dok je na severoistoku Juenguej uglavnom planinsko područje valovitih brda, klisura i kraške topografije.

## Geografija

### Definicija
Prema najstrožoj definiciji, Junanska visoravan se proteže od raseda Crvene reke u Junanu na jugozapadu do Vulinških planina u Hunanu na severoistoku. Ova regija na visoravni obuhvata veći deo istočnog Junana i veći deo Guejdžoa. Uobičajeno je, međutim, da se veći deo ostatka Junana i okolnih brdskih područja naziva delom platou Junan-Guejdžoa čak i tamo gde nema karakteristike slične visoravni.
Prema široj definiciji Junanske visoravni, provincije bi obuhvatale ne samo Junan i Guejdžou, već i okrug Gulin i najjužnije ekstreme Sičuana, istočni Čungking, jugozapadni Hubej, zapadni Hunan i severozapadni Guangsi.

### Ljudska geografija
Smeštena na jugozapadu Kine, visoravan Juenguej odvaja Sičuanski basen od Južne Kine. Područje se već dugo smatra kineskom zabitim regionom. Istorijski gledano, visoravan je bila dom mnogih manjinskih naroda koji su se tradicionalno bavili intenzivnom poljoprivredom duž brda i dolina. Danas je region Juenguej jedno od ekonomski najdepresivnijih područja Kine, a i provincije Guejdžou i Junan nalaze se na zadnja tri mesta na rang listi za Indeks humanog razvoja u Kini. Mnogi stanovnici Juenguej visoravni tradicionalno žive u seoskim naseljima.
Glavni gradovi na visoravni Juenguej uključuju Kuenming, Guejang i Cuenji. Juenguej plato je dom su mnoge ekstremne inženjerske podvige, gde su pruge i autoputevi izgrađeni da prelaze izazovan teren. Najviši most na svetu, most Bejpanđang, nalazi se na granici Junan-Guejdžou u srcu visoravni.

### Fizička geografija
Visoravan Juenguej je velika planinska regija sa surovim terenom, uključujući strme kraške vrhove i duboke klisure. Na visoravan poduprta velikim Hengduan planinama na severozapadu i nizijskim regionima na severu, istoku i jugoistoku. Ostali glavni planinski lanci prelaze ili okružuju delove Juenguej visoravni. Planine Vumeng i Vuljen Feng čine prepreku kroz severno-centralni Juenguej duž reke Đinša (Gornja Jangce). Na severu, planine Dalou prolaze ivicom Juengueja sa slivom Sečuana. Planine Vuling na severoistoku čine prelazni teren između visoravni i ravnice Jangce. Na jugu, venac Mjao silazi do kraških brda Južne Kine. Preko Crvene reke na jugozapadu, planine Ajlao čine definitivnu barijeru.
Visoki planinski vrhovi istočnog Tibeta izvor su mnogih velikih azijskih reka, koje južno teku prema Junansko-Guejdžouskoj visoravni. Reke se razdvajaju oko visoravni, pri čemu se Saluen i Mekong drže juga, a Jangce se okreće ka severoistoku. Veći deo zapadne visoravni Juenguej dreniraju reke Nanpan i Beipan, oba od kojih su izvorišta Biserne reke. Istočnu visoravan Juenguej uglavnom drenira reka Vu, pritoka Jangcea.
Glavna jezera su se formirala na delovima Junana na visoravni Juenguej, uključujući Dejn Či i Fusjen jezero. Jezero Erhaj se nalazi na zapadnom rubu visoravni u južnom podnožju planina Hengduan.

## Klima i ekologija
Klima postepeno prelazi iz sušne na jugozapadu u kišovitu na severoistoku. U istočno-centralnom Junanu, delovi Junanske visoravni imaju polusuvu klimu. U većini Guejdžoa klima je klasifikovana kao vlažna suptropska. Junansko-Guejdžouska visoravan je pokrivena suptropskim zimzelenim šumama na većem delu svoje Junanske porcije i mešovitim širokolisnim šumama na delovima Guejdžoa.

## Literatura
- Forbes, Andrew ; Henley, David (2 February 2013). Traders of the Golden Triangle. Cognoscenti Books. ASIN B006GMID5K. Проверите вредност парамет(а)ра за датум: |year= / |date= mismatch (помоћ). Chiang Mai: Cognoscenti Books.
- Forbes, Andrew ; Henley, David. China's Ancient Tea Horse Road. Chiang Mai: Congoscenti Books. 4. 10. 2011. ASIN B005DQV7Q2.. Cognoscenti Books.
- Jim Goodman (2002). The Exploration of Yunnan. ISBN 7-222-03276-2..
- Stephen Mansfield (2007). China: Yunnan Province. Bradt Travel Guide China: Yunnan Province. ISBN 978-1-84162-169-2..
- Ann Helen Unger and Walter Unger. (2007). Yunnan: China's Most Beautiful Province. Orchid Press. ISBN 978-3-7774-8390-0..
- Damien Harper. (2007). China's Southwest. Lonely Planet Country & Regional Guides. ISBN 978-1-74104-185-9..
- Patrick R. Booz (1998). Yunnan. Odyssey Passport: McGraw-Hill Contemporary. ISBN 0-8442-9664-3..
- Susan K. McCarthy (2009). Communist Multiculturalism: Ethnic Revival in Southwest China. University of Washington Press. ISBN 978-0-295-98909-9. .
- Tim Summers (2013), "Yunnan - A Chinese Bridgehead to Asia: A case study of China's political and economic relations with its neighbours" (Chandos)  978-0-85709-444-5.
- 董志成. „Guizhou takes the green road to growth - Chinadaily.com.cn”. www.chinadaily.com.cn. Приступљено 2019-06-12.
- „How the trade war could impact China's big data hub Guizhou”. EJ Insight (на језику: енглески). 2019-05-14. Приступљено 2019-06-12.
- „Huawei, Guizhou to deepen partnership in big data area--China Economic Net”. en.ce.cn. Приступљено 2019-06-12.
- Singh, Swaran (2016). „China Engages Its Southwest Frontiers”. The new great game : China and South and Central Asia in the era of reform. Thomas Fingar. Stanford, California: Stanford University Press. стр. 151. ISBN 978-0-8047-9764-1. OCLC 939553543.
- Singh, Swaran (2016). „China Engages Its Southwest Frontiers”. The new great game : China and South and Central Asia in the era of reform. Thomas Fingar. Stanford, California: Stanford University Press. стр. 152. ISBN 978-0-8047-9764-1. OCLC 939553543.